# Guglielmo di Schaumburg-Lippe
Guglielmo di Schaumburg-Lippe (Londra, 9 gennaio 1724 – Wölpinghausen, 10 settembre 1777) fu reggente della Contea di Schaumburg-Lippe e uno tra i più importanti teorici militari del XVIII secolo. Venne soprannominato dai contemporanei il portoghese per il suo ruolo fondamentale in Portogallo per la riforma dell'esercito e i combattimenti nell'ambito della Guerra dei Sette anni.

## Biografia
Nato a Londra, Guglielmo era figlio secondogenito di Alberto Volfango di Schaumburg-Lippe e della sua prima moglie, la Contessa Margherita Gertrude di Oeynhausen (1701-1726), figlia illegittima di re Giorgio I di Gran Bretagna. Educato a Ginevra, studiò successivamente a Leida ed a Montpellier entrando nell'esercito del Regno Unito col grado di alfiere della guardia reale.
Dopo che suo fratello maggiore Giorgio (1722-1742) morì nell'ambito di un duello, egli tornò a Bückeburg per ereditare la propria posizione al trono ed assistere il padre che si trovava al servizio dell'Olanda in una campagna militare contro la Francia. Lo stesso Guglielmo prese parte a questi scontri e nel 1743 partecipò alla Battaglia di Dettingen prendendo poi parte come volontario alla campagna in Italia del 1745 al fianco dell'esercito imperiale. Dopo la morte di suo padre (1748), egli gli successe come reggente della contea di Schaumburg-Lippe inaugurando una politica di conflitto con il langraviato d'Assia-Kassel che coglieva ogni occasione per cercare di annettersi la piccola contea.

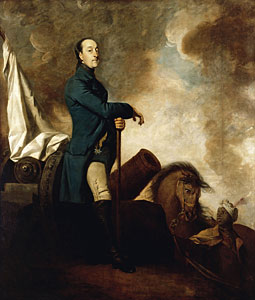
Guglielmo di Schaumburg-Lippe sul campo di battaglia in un ritratto di Joshua Reynolds, 1764-1765

Per accumulare esperienza nel governo e nelle arti militari, si recò dapprima a Berlino ove soggiornò presso la corte di Federico il Grande e dove ebbe modo di entrare in contatto col circolo di Voltaire (Guglielmo parlava correntemente francese, inglese, italiano e portoghese). Più tardi si recò in Italia ed in Ungheria. Allo scoppio della Guerra dei Sette anni, fornì un proprio contingente all'esercito alleato ed egli stesso si pose in prima linea come maggiore generale prendendo parte con le proprie truppe alla Battaglia di Minden del 1759 ove ebbe modo di attaccare l'ala destra dell'esercito francese, ricevendo in quello stesso anno il comando dell'intera artiglieria delle armate imperiali.
Dopo l'attacco della Francia e della Spagna, il Portogallo (1761) nella persona del grande riformatore, il ministro marchese di Pombal, affidò a Guglielmo il comando supremo alleato delle truppe anglo-portoghesi. Grazie a questo incarico, Guglielmo nel 1762 poté respingere un tentativo di invasione spagnola in Portogallo riuscendo a mantenere l'indipendenza per lo stato. In Portogallo si preoccupò anche di fondare una scuola militare di modo da riformare l'esercito e la sua struttura, impostando nuove fortezze sullo stile di quelle francesi di Vauban al punto che il re del Portogallo fece realizzare una nuova fortezza che denominò poi "Forte Lippe". Come ricompensa per il grande operato, egli ricevette dal sovrano due pistole d'oro che oggi sono conservate in copia al castello di Bückeburg. Dopo che nel 1762 la guerra terminò con il Trattato di Fontainebleau, nel 1764 egli fece ritorno in Germania. In riconoscimento alla sua eccezionale capacità di leadership militare in Portogallo, anche l'Inghilterra volle onorare il principe e gli diede il titolo di Feldmaresciallo della corona britannica.
Giunto a questo punto della sua vita, Guglielmo pensò di sposarsi con una ragazza di 20 anni più giovane di lui, la cugina Maria Barbara Eleonora di Lippe-Biesterfeld. L'unica figlia della coppia morì a soli tre anni e sua moglie morì due anni dopo. Dopo questa serie di disgrazie, Guglielmo si ritirò nella sua tenuta di caccia di Wölpinghausen, dove morì senza eredi il 10 settembre 1777, motivo per cui suo cugino Filippo Ernesto di Lippe-Alverdissen fu suo successore al trono. Guglielmo venne sepolto accanto a sua moglie e sua figlia in un mausoleo costruito da lui nella foresta di Schaumburg.

## Un monarca attento

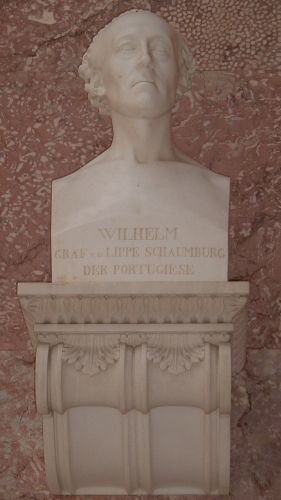
Busto marmoreo di Guglielmo di Schaumburg-Lippe nel Walhalla di Ratisbona

Alla sua contea, Guglielmo riservò dei contributi fondamentali attraverso l'evoluzione del commercio e dell'agricoltura, con la costituzione di filande per la tessitura, di fabbriche di mattoni e di cioccolato a Steinhude, oltre a sviluppare l'industria per la lavorazione del ferro come la fonderia di Bückeburg e la cartiera la Ahrensburg. Egli inoltre si preoccupò di fondare nuovi insediamenti, favorendone il popolamento attraverso l'esenzione dal dazio e impostando un'edilizia libera o semilibera. Per la promozione dell'agricoltura si rese necessario scendere a compromessi con l'aristocrazia locale e controllare la situazione da vicino. Per sollevare il morale culturale della sua corte egli chiamò presso di sé anche personaggi importanti della sua epoca e artisti come Thomas Abbt, Johann Christoph Bach e Johann Gottfried Herder.
Herder, chiamato a corte dal 1771 al 1776 come predicatore concistoriale a corte, fu il primo a fare dei commenti sull'operato di Guglielmo: "Un nobile signore, ma estremamente viziato! un grande uomo, ma troppo grande per il suo paese, uno spirito filosofico sotto il quale non si piega alcuna filosofia [...] nel paese per me non c'è nulla da fare. Un ministro senza impieghi, un patrono della scuola senza scuole!" Il suo unico pensiero fu quello di fortificare e allevare soldati al posto di lavoratori per il buon pane di Dio". Malgrado questo ritratto e le sue tendenze belliche, Guglielmo fu anche un valente scrittore e compose una monumentale opera pubblicata solo nel Novecento:
- Scritti e pensieri. von Curd Ochwadt. (Veröffentlichungen des Leibniz-Archivs; 6–8). Klostermann, Francoforte sul Meno, ed. 1977–1983.
  - Vol. 1: Scritti politici e filosofici. 1977.
  - Vol. 2: Scritti militari. 1977.
  - Vol. 3: Pensieri. 1983.

## Il teorico della difesa

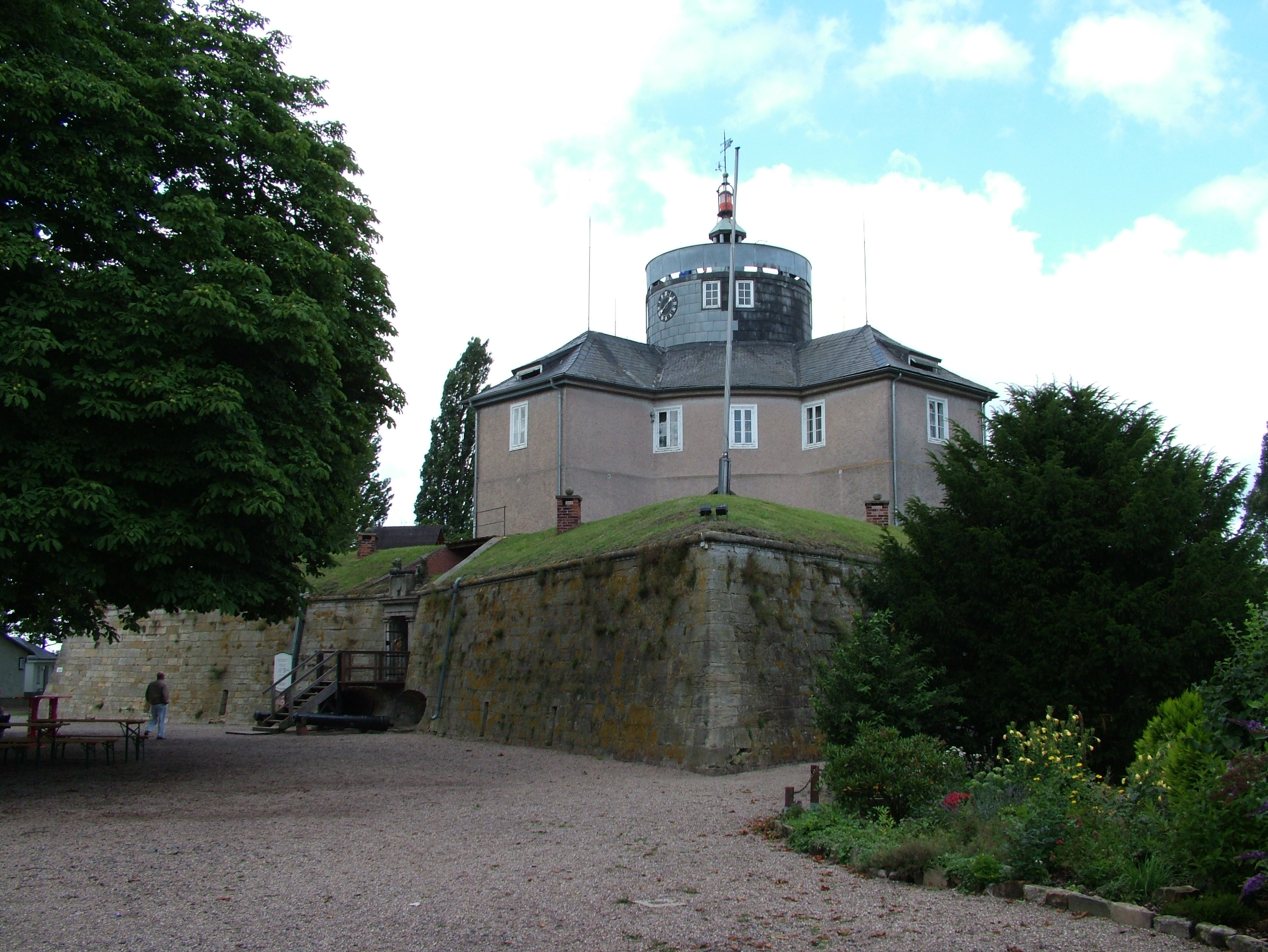
La fortezza di Wilhelmstein, fatta costruire da Guglielmo di Schaumburg-Lippe come propria fortezza e sede della sua accademia militare

Guglielmo sviluppò per la prima volta nel periodo in cui fu comandante militare una nuova teoria militare che fu destinata a prendere piede nel corso del XVIII secolo. Egli era concorde sul fatto che il punto fondamentale della difesa di un paese fosse il "paesaggio fortificato" ovvero un interesse particolare nella costruzione di fortezze e sistemi difensivi tra loro collegati e dotati di una certa imponenza di modo da intimorire il nemico e da sfavorire sue prese di posizione. Egli pensò inoltre che le basi dovessero essere una combinazione di aree militari e zone agricole di modo da consentire anche ai soldati nei periodi di minore impiego di avere un lavoro e di autosostentarsi, non dovendo forzatamente ricorrere a rifornimenti esterni.
L'applicazione migliore di questa sua teoria l'ebbe nella fortezza di Wilhelmstein, su un isolotto artificiale nel lago di Steinhuder, pensando qui ad altre teorie al passo col sistema militare prussiano come la limitazione delle pene corporali per i soldati ma la scelta della coscrizione obbligatoria del popolo in caso di necessità belliche.
Nel 1767 inaugurò una scuola militare per artiglieria e reparti del genio che instaurò alla fortezza di Wilhelmstein, ove si laureò anche il famoso generale Gerhard von Scharnhorst. La scuola serviva anche come fucina di idee in campo bellico e qui nel 1772 venne realizzato, su suggerimento dello stesso Guglielmo, il primo sottomarino al mondo, che divenne poi noto col nome di Luccio di Steinhuder.
Guglielmo aveva inoltre un esercito sproporzionatamente grande per uno stato tutto sommato piccolo come il suo: erano infatti impiegati nel servizio regolare circa 1000 uomini su una popolazione totale di circa 17 000 abitanti, il che portava i costi del reparto militare ad essere molto alti e  che vennero immediatamente ridotti dopo la sua morte dai suoi successori.

## Matrimonio e figli

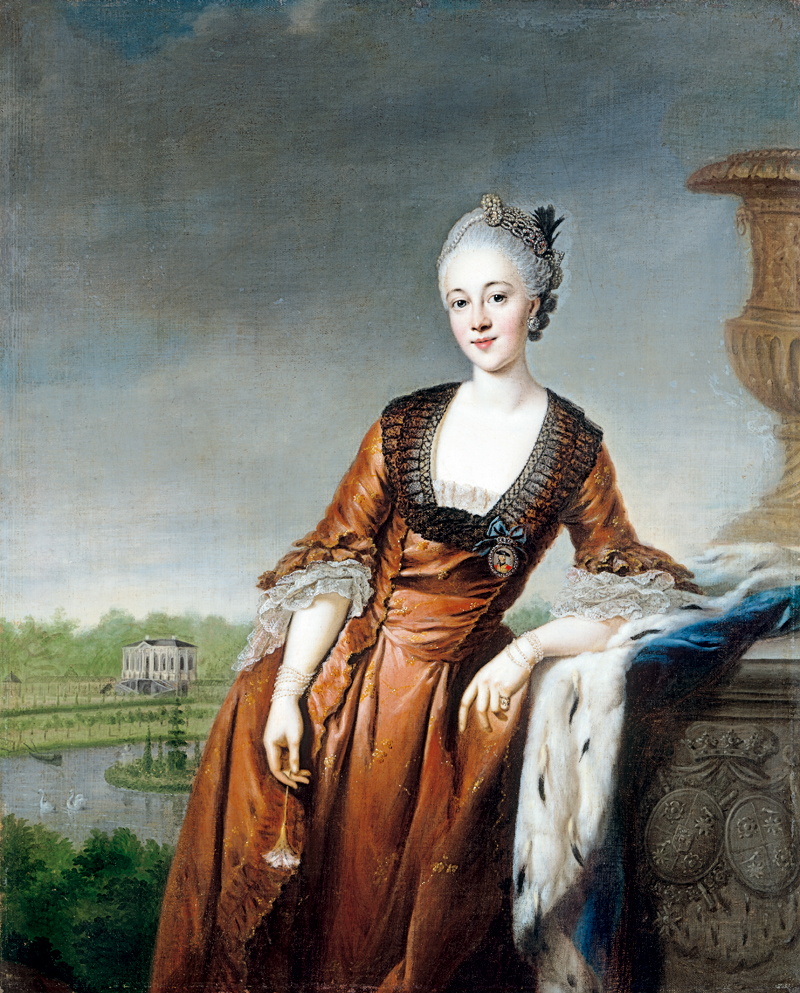
La contessa Maria Barbara Eleonora di Lippe-Biesterfeld, moglie di Guglielmo di Schaumburg-Lippe

Il 12 novembre 1765, Guglielmo sposò a Stadthagen la contessa Maria Barbara Eleonora di Lippe-Biesterfeld (1744-1776), da cui ebbe una sola figlia, morta in tenera età:
- Emilia (1771-1774)

## Ascendenza
|                                                                   |                                          |                                                   | Genitori                                        |  |  | Nonni |  |  | Bisnonni                             |  |  | Trisnonni                |  |
|                                                                   |                                          |                                                   |                                                 |  |  |       |  |  | Philipp I, conte di Schaumburg-Lippe |  |  | Simon VI, conte di Lippe |  |
|                                                                   |                                          |                                                   |                                                 |  |  |       |  |  | Philipp I, conte di Schaumburg-Lippe |  |  | Simon VI, conte di Lippe |  |
|                                                                   |                                          | Elisabeth zu Holstein-Schaumburg                  |                                                 |  |  |       |  |  | Philipp I, conte di Schaumburg-Lippe |  |  |                          |  |
| Friedrich Christian, conte di Schaumburg-Lippe                    |                                          |                                                   |                                                 |  |  |       |  |  | Philipp I, conte di Schaumburg-Lippe |  |  |                          |  |
|                                                                   |                                          | Sophie von Hessen-Kassel                          | Moritz, langravio d'Assia-Kassel                |  |  |       |  |  |                                      |  |  |                          |  |
|                                                                   |                                          | Sophie von Hessen-Kassel                          | Moritz, langravio d'Assia-Kassel                |  |  |       |  |  |                                      |  |  |                          |  |
|                                                                   |                                          | Sophie von Hessen-Kassel                          | Juliane von Nassau-Dillenburg                   |  |  |       |  |  |                                      |  |  |                          |  |
| Albrecht Wolfgang, conte di Schaumburg-Lippe                      |                                          | Sophie von Hessen-Kassel                          |                                                 |  |  |       |  |  |                                      |  |  |                          |  |
|                                                                   |                                          | Heinrich Friedrich, conte di Hohenlohe-Langenburg | Philipp Ernst, conte di Hohenlohe-Langenburg    |  |  |       |  |  |                                      |  |  |                          |  |
|                                                                   |                                          | Heinrich Friedrich, conte di Hohenlohe-Langenburg | Philipp Ernst, conte di Hohenlohe-Langenburg    |  |  |       |  |  |                                      |  |  |                          |  |
|                                                                   |                                          | Heinrich Friedrich, conte di Hohenlohe-Langenburg | Anna Maria zu Solms-Sonnenwalde                 |  |  |       |  |  |                                      |  |  |                          |  |
| Johanna Sophie zu Hohenlohe-Langenburg                            |                                          | Heinrich Friedrich, conte di Hohenlohe-Langenburg |                                                 |  |  |       |  |  |                                      |  |  |                          |  |
|                                                                   |                                          | Juliana Dorothea von Castell-Remlingen            | Wolfgang Georg I, conte di Castell-Remlingen    |  |  |       |  |  |                                      |  |  |                          |  |
|                                                                   |                                          | Juliana Dorothea von Castell-Remlingen            | Wolfgang Georg I, conte di Castell-Remlingen    |  |  |       |  |  |                                      |  |  |                          |  |
|                                                                   |                                          | Juliana Dorothea von Castell-Remlingen            | Sophie Juliane von Hohenlohe-Pfedelbach         |  |  |       |  |  |                                      |  |  |                          |  |
| Wilhelm, conte di Schaumburg-Lippe                                |                                          | Juliana Dorothea von Castell-Remlingen            |                                                 |  |  |       |  |  |                                      |  |  |                          |  |
|                                                                   | Ernst August, duca di Brunswick-Lüneburg | Georg, duca di Brunswick-Lüneburg                 |                                                 |  |  |       |  |  |                                      |  |  |                          |  |
|                                                                   | Ernst August, duca di Brunswick-Lüneburg | Georg, duca di Brunswick-Lüneburg                 |                                                 |  |  |       |  |  |                                      |  |  |                          |  |
|                                                                   | Ernst August, duca di Brunswick-Lüneburg | Anna Eleonore von Hessen-Darmstadt                |                                                 |  |  |       |  |  |                                      |  |  |                          |  |
| George I, re di Gran Bretagna e d'Irlanda ed elettore di Hannover | Ernst August, duca di Brunswick-Lüneburg |                                                   |                                                 |  |  |       |  |  |                                      |  |  |                          |  |
|                                                                   |                                          | Sophie von der Pfalz                              | Friedrich V, elettore e conte palatino del Reno |  |  |       |  |  |                                      |  |  |                          |  |
|                                                                   |                                          | Sophie von der Pfalz                              | Friedrich V, elettore e conte palatino del Reno |  |  |       |  |  |                                      |  |  |                          |  |
|                                                                   |                                          | Sophie von der Pfalz                              | Elizabeth Stuart                                |  |  |       |  |  |                                      |  |  |                          |  |
| Margarete Gertrud von Oeynhausen                                  |                                          | Sophie von der Pfalz                              |                                                 |  |  |       |  |  |                                      |  |  |                          |  |
|                                                                   |                                          | Gustav Adolf von der Schulenburg                  | Matthias V von der Schulenburg                  |  |  |       |  |  |                                      |  |  |                          |  |
|                                                                   |                                          | Gustav Adolf von der Schulenburg                  | Matthias V von der Schulenburg                  |  |  |       |  |  |                                      |  |  |                          |  |
|                                                                   |                                          | Gustav Adolf von der Schulenburg                  | Margarethe Schenck von Flechtingen              |  |  |       |  |  |                                      |  |  |                          |  |
| Melusine von der Schulenburg, duchessa di Kendal e Munster        |                                          | Gustav Adolf von der Schulenburg                  |                                                 |  |  |       |  |  |                                      |  |  |                          |  |
|                                                                   |                                          | Petronella Ottilie von Schwencken                 | NN von Schwencke                                |  |  |       |  |  |                                      |  |  |                          |  |
|                                                                   |                                          | Petronella Ottilie von Schwencken                 | NN von Schwencke                                |  |  |       |  |  |                                      |  |  |                          |  |
|                                                                   |                                          | Petronella Ottilie von Schwencken                 | NN von Alten                                    |  |  |       |  |  |                                      |  |  |                          |  |
|                                                                   |                                          | Petronella Ottilie von Schwencken                 |                                                 |  |  |       |  |  |                                      |  |  |                          |  |